# Chiesa di San Michele a Ronta
La chiesa di San Michele si trova a Ronta, nel comune di Borgo San Lorenzo.

## Storia e descrizione
La chiesa apparteneva alla badia vallombrosana di San Paolo, costruita nel 1715-21 su un insediamento monastico preesistente, su iniziativa del granduca Cosimo III, in stretta relazione con la badia di Razzuolo, pure dedicata a san Paolo.
Nel 1785 il granduca Pietro Leopoldo soppresse la badia, e l'arcivescovo di Firenze decise di spostare qui la chiesa parrocchiale dall'antica pieve di San Michele, più lontana dall'abitato, trasferendo anche la titolazione al santo guerriero.
La chiesa, restaurata nel XX secolo, ha alcune pale del Seicento e del Settecento: la Madonna col Bambino e i santi Rocco, Sebastiano, Antonio da Padova, Michele e Donato, dipinta da Lorenzo Lippi per l'altare maggiore quale ex voto a seguito della peste del 1630 - 33 e documentata al 1634. Altre due tele, di autore sconosciuto, risalenti al XVIII secolo, che rappresentano San Pietro che cura sant'Agata e lo Sposalizio mistico di santa Caterina d'Alessandria, provengono dal santuario della Madonna dei Tre Fiumi.